# El Día del Sol Negro, Segunda Parte: El Eclipse (Avatar: la leyenda de Aang)
El Día del Sol Negro, Segunda Parte: El Eclipse es el quincuagésimo primer episodio de Avatar: la leyenda de Aang, está adjunto con el capítulo anterior la primera parte del episodio (Véase El Día del Sol Negro 1: La Invasión).

## Resumen
Sokka está reunido con algunos dirigentes del ejército mientras los tanques del reino de la Tierra soportan los constantes bombardeos de la Nación del fuego. En eso llega Hakoda apoyándose en Katara, casi curado de sus heridas. Sokka va a recibirle y su padre dice que hará todo lo posible por ayudarles. Sokka le informa de que todos se mueven lentamente y que el eclipse aún no ha empezado. Entonces, Katara se adelanta y Hadoka le pregunta si le pasa algo. Sin duda pasa, porque llega Aang en su nuevo planeador y aterriza con tranquilidad en el suelo. Sokka le pregunta indirectamente si ya ha ganado y el Nómada Aire le dice que no había nadie en el palacio. Sokka, sorprendido, deduce que Ozai ya se veía llegar la invasión. Desesperado, Aang dice que han perdido la guerra. Katara recomienda una rápida retirada, que posiblemente el Señor del Fuego no debe estar lejos. No obstante, Sokka se opone, diciendo que debe de estar en algún lugar cerca para poder dar órdenes y dirigir la batalla, posiblemente en algún búnker oculto bajo tierra. Toph comenta que "si hay un túnel secreto, soy la chica idónea para encontrarlo". Mirando el reloj-temporizador que le entregó el mecánico, Sokka dice que les quedan 10 minutos antes de que empiece el eclipse y le pide su opinión a su amigo. Aang decide que debe al menos intentar detener a Ozai. Él, Toph y Sokka se suben a Appa y van hacia el palacio. 
Una vez sobre el volcán inactivo sobre el que está construido el castillo-ciudad, Toph usa Tierra Control para descubrir un túnel secreto oculto bajo tierra y abre una entrada. Antes de entrar, Aang les pide a Momo y Appa que se oculten y esperen su regreso. Guiados por Toph, el grupo supera varios obstáculos y dificultades hasta que se topan con el ministro de Guerra Quin y le apuntan. Este levanta las manos en señal de rendición y les dice sin que ellos pregunten nada dónde está Ozai. Todos se van y el emisario se aleja silbando. En el campo de batalla, el ejército aliado se abre paso en la colina mientras el ejército de la Nación del Fuego se retira ante la inminencia del eclipse solar. 
Aang, Toph y Sokka están ante una gran puerta con el escudo de armas de la familia real de la Nación del Fuego grabado sobre él. Aang toma aire y se prepara para el inminente combate. Entonces derriba la puerta usando Aire Control, pero dentro no está Ozai, sino Azula, que les recibe con sarcasmo. Cuando el ejército ya está llegando a la cima de la colina, el mecánico da la orden de que todos se pongan las gafas de eclipse solar (de su invención) y estos obedecen mientras comienza el eclipse. Mientras, Zuko está a la entrada de la puerta que le lleva hasta su padre y toma aire mientras se dice que está preparado para enfrentarse a él. Cuando abre, el Señor del Fuego, acompañado por un grupo de soldados Maestros Fuego, le pregunta qué está haciendo ahí. Zuko se acerca a su padre y contesta que tiene algo muy importante que decirle a solas, por lo que el Señor del Fuego, intrigado ante lo que tiene que revelarle, "justo en medio de una invasión y durante un eclipse solar", les pide con un gesto a los guardias que esperen fuera y ellos obedecen. Zuko le revela a su padre que no fue él quien derrotó al Avatar, sino Azula. También le revela que puede que siga vivo y que esté dirigiendo el ataque a la Nación del Fuego en estos momentos. 
Enfurecido y molesto, Ozai le ordena a Zuko que se vaya de su vista, a lo que Zuko responde que ya no va a obedecer a su padre y señor. Enfadado, Ozai se levanta dispuesto a atacar a su hijo, pero Zuko saca sus espadas Dao dobles gemelas y le recomienda que se replantee su situación, que va a hablar y él va a escuchar. Ozai, resignado al no poder usar Fuego Control, se sienta, dispuesto a escuchar. 
En la otra sala, Azula se enfrenta a los tres guerreros. Aang le pregunta sobre el Señor del Fuego Ozai y ella, sarcástica, le pregunta si no es lo suficientemente buena para él. Sokka empieza a perder los nervios y le exige a la princesa de la Nación del Fuego que se rinda y les cuente la verdad ya que no tiene sus poderes. Toph añade que será mejor que diga la verdad, porque puede saber cuándo miente. Azula la mira y le dice que es buena mintiendo y que para demostrarlo le dice cientos de mentiras a Toph y los demás. Tohp se queda sin palabras y admite que es buena mintiendo. Emplea Tierra Control para encerrar a la princesa de la Nación del Fuego en un armazón de piedra. Entonces, este se rompe en pedazos y aparecen dos Dai Lee. Aang los ataca con Aire Control, pero los Dai Lee crean un muro de tierra que los protege. Mientras, el ejército aliado se abre paso entre lo que queda de colina y se adentra en la ciudad. Mientras Hadoka y Katara observan el palacio, Haru, su padre y otros Maestros Tierra se enfrentan a los Maestros Fuego y les recomiendan que se rindan. Un soldado Maestro Fuego le dice que nunca se rendirán e intenta usar Fuego Control, pero no funciona ante la totalidad del eclipse "Eh, de acuerdo nos rendimos", dice el soldado mientras se arrodilla junto a los demás ante los Maestros Tierra. 
Zuko está con Ozai y se sincera de verdad por primera vez, diciéndole que lo que en realidad quería era que su padre le quisiera y le aceptara, no recuperar su honor como siempre había dicho. A lo largo de su viaje, Zuko ha visto el sufrimiento que su Nación ha ocasionado a las demás naciones y que creía que el mundo los admiraría por ser tan fuertes y grandes, pero en realidad los odian y los temen. También le reprocha al Señor del Fuego que le retara a Agni Kai cuando aún era un niño. Ozai se ríe ante las palabras de Zuko y le pregunta "Tu tío ha dejado marca en ti ¿Eh?" a lo que Zuko contesta sonriente y orgulloso "Si, lo ha hecho". Ozai le mira reprochador y fastidiado. Aang, Toph y Sokka encaran a los Dai Lee y a Azula. Recurriendo a su inmensa agilidad, Aang esquiva y se defiende de los Maestros Tierra mientras Toph los ataca. Aang va a por Azula tras derribar a un Dai Lee que levantó una pared que se interpone entre ellos y esta, al no poder usar el Fuego Control, recurre a su inmensa agilidad para escapar del Nómada del Aire. Gracias a esto y al Dai Lee restante, consigue salir de la sala. Fuera, Toph encierra e inmoviliza al Dai Lee y sigue a Aang, que continúa persiguiendo a Azula, pero Sokka les ordena que esperen y se detengan, demostrando que lo único que está haciendo la Princesa de la Nación del Fuego es entretenerles para que malgasten su tiempo. Sokka decide que es mejor ignorarla y se van. Al ver que sus avisos y burlas no sirven, Azula cambia de tercio y le comenta a Sokka que él era el principal tema de conversación de su prisionera favorita (obviamente se refiere a Suki) y le reprocha con sorna y sarcasmo el hecho de que nunca fuera a salvarla. Furioso y con lágrimas en los ojos, Sokka se lanza por Azula mientras que ella le espera con un cuchillo oculto en la mano (no se le quita lo perversa). Toph detecta el peligro y la aprisiona contra la pared, desarmándola. Sokka se pone enfrente de ella y le pregunta furioso sobre dónde está Suki mientras ella sonríe divertida.
Mientras, Zuko le comunica a Ozai que no desde hoy va a dejarle y a sacar de prisión a su tío, el cual ha sido su padre de verdad, y que se va a unir a Aang en su misión para derrotarle. Ozai le pregunta que ya que es un traidor completo por qué no aprovecha para matarle, a lo que Zuko le dice que él ya conoce su propio destino y que el destino del Avatar es derrotarle. Guarda sus espadas y le dedica un frío "adiós" antes de irse. El Señor del Fuego le tacha de cobarde y le pregunta cuando está a punto de irse que si no quiere saber qué fue de su madre, ante lo cual Zuko se detiene en seco antes de salir y se vuelve hacia su padre. Este sonríe satisfecho. El eclipse está llegando a su fin y Ozai le cuenta a Zuko que cuando Azulon le ordenó asesinar a Zuko, estaba dispuesto a hacerlo, pero Ursa se enteró y le propuso un plan en el cual él sería el Señor del Fuego. Mientras, Sokka sigue interrogando a Azula sobre Suki, pero ella no responde. Aang le propone que se rinda, que no va a hablar, pero Sokka no le hace caso y sigue preguntando ante la mirada desafiante y la expresión divertida de Azula. 
Ozai le cuenta a Zuko que a cambio de su vida, Ursa le ayudó a apoderase del trono de la Nación del Fuego, cometiendo un acto de traición, por lo que fue desterrada. Zuko llora esperanzado ante la idea de que su madre siga viva. Ozai le responde que es una posibilidad y ha comprobado que el exilio es un castigo demasiado piadoso para los traidores. El eclipse se está acabando y los rayos de sol empiezan a salir. Es entonces que Ozai utiliza el relámpago (de manera muy diferente a Iroh) contra Zuko y este se lo devuelve, mandándole a volar por los aires y atontándolo. Zuko aprovecha para huir mientras Ozai lo observa furioso aún tirado sobre el suelo.
Azula oye el ruido de la pelea, por lo que deduce que el eclipse ha acabado, se libera y se enfrenta a Toph, Sokka y Aang con Fuego Azul. Tras escapar, les dice dónde está Ozai y se va. Sokka se hecha la culpa por haber perdido el tiempo, pero Toph le consuela diciéndole que no es culpa suya. Pese a que el eclipse ha terminado, Aang piensa en ir a por el Señor del Fuego, pero Sokka le aparta de esa idea diciéndole que es mejor reagruparse y huir antes de que sea demasiado tarde. 
Afuera, el ejército aliado observa cómo se alzan unos dirigibles con el emblema de la Nación del Fuego. El mecánico se lamenta al ver que su invento es ahora propiedad del enemigo y aparecen otros dirigibles más grandes y mejor armados detrás de los pequeños. En ese momento llegan Aang y compañía, que observan horrorizados la escena. Katara va a recibirles y Sokka le dice que era todo una trampa y que Azula ya tenía planeado cada movimiento. Sokka propone una retirada estratégica hacia los submarinos. Aang decide que hará todo lo posible para poder retener al enemigo y despliega su planeador. Katara y Appa le ayudan, pero pronto se ven desbordados por el poder de los Maestros Fuego y se retiran con los demás. Zuko va a la prisión de la Nación del Fuego a buscar a Iroh, pero no está, por lo que le pregunta al guardia que lo vigilaba y este menciona que el poder de Iroh era el equivalente a un ejército de mil hombres. Zuko se va. 
El ejército se acerca a la playa mientras se defienden de los continuos bombardeos de los dirigibles, pero no dan la vuelta, sino que se dirigen hacia la playa. Aang deduce que planean destruir los submarinos. Sokka se pregunta cómo van a escapar ahora y Hadoka les dice que no lo harán. Sokka piensa que se quedarán todos a luchar, pero su padre lo desmiente diciéndole que lo que harán será que escapen los más jóvenes mientras los adultos se quedan atrás para ser prisioneros de guerra. Pese a la negación de Katara, todos saben que no les queda otra alternativa. Los dirigibles ya han llegado a la playa y pese a los esfuerzos de los Maestros Pantano, los submarinos son destruidos. Aang llora y Katara pone sus manos sobre los hombros de Aang, katara le muestra una sonrisa, Aang decide levantarse a agradecerles a todos por su esfuerzo y les dice que va a hacer todo lo posible para regresar a ayudarlos.
Aang, junto a El Duque, Haru, Toph, Katara, Sokka y Teo se van montando en Appa. Azula los ve y decide dejarles ir, ya que de todas maneras ellos terminarán regresando. Aang decide que el sitio adecuado para esconderse es en el Templo Aire del Oeste. Sin embargo, ajenos a ellos, Zuko les sigue en un dirigible pequeño de la Nación del Fuego...
- Datos: Q5821808